# Diode Eins

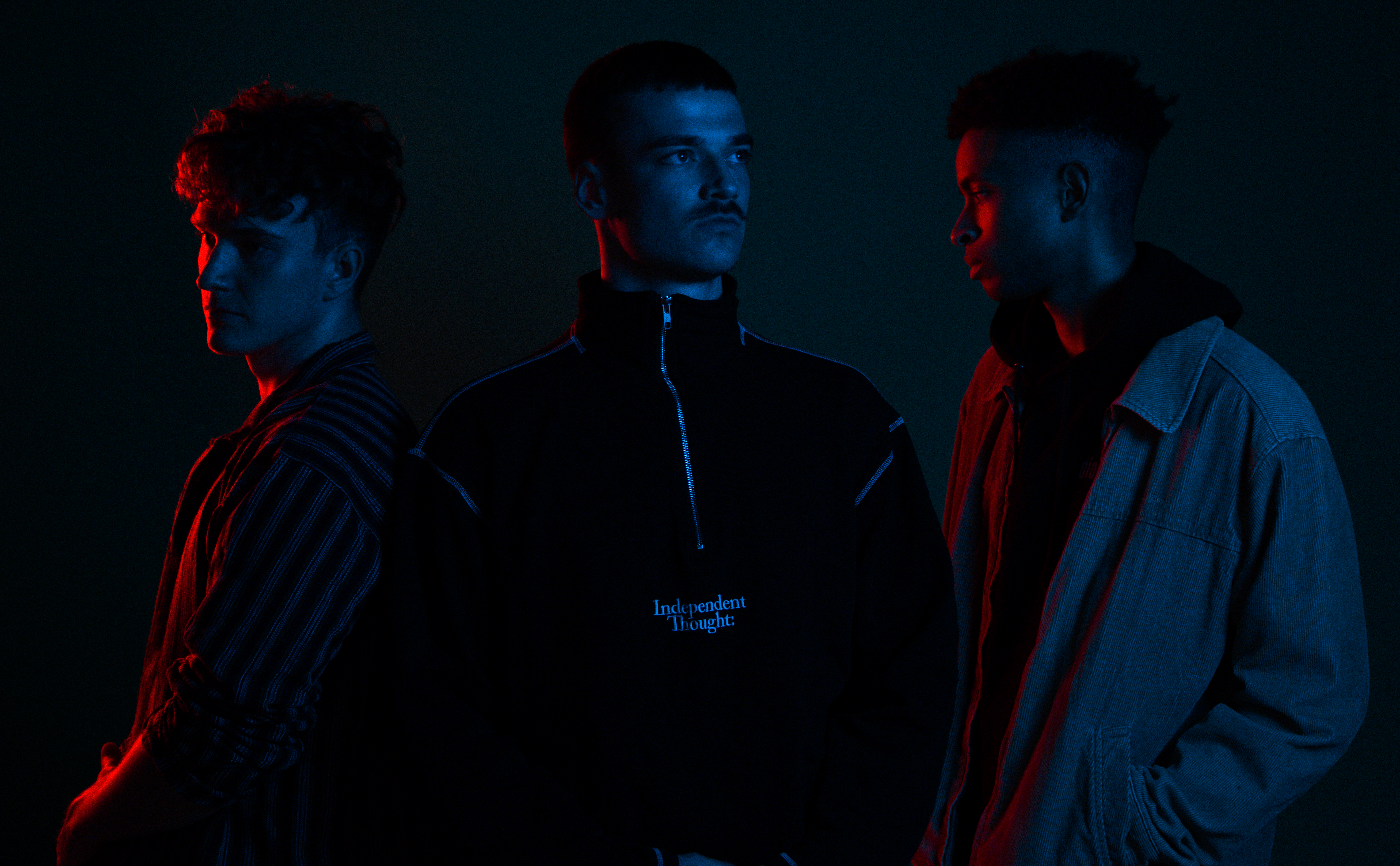
Diode Eins 2021

Diode Eins ist ein Produzenten- und DJ-Trio aus Deutschland, bestehend aus Julien Charles Hecker, Jerome Tiaden und Jannis Bodo Klimpel. Mit ihrer Musik vertreten sie hauptsächlich die Genres Techno und Progressive House.

## Geschichte
2019 schlossen sich in Neuss die Schulfreunde Charles Hecker, Jerome Tiaden und Jannis Bodo Klimpel zum Trio Diode Eins zusammen. Bereits nach ihrem gemeinsamen Abitur 2016 experimentierten die drei zusammen an elektronischer Musik. Musikalisch sozialisiert wurden sie in Technoclubs und Raves in Köln. Erste Einflüsse waren Deadmau5 und Skrillex. Der erste gemeinsame Track war Exoplanet. Nach ersten musikalischen Experimenten im Bereich des Dubstep sattelte das Trio auf Techno und Progressive House um. Erste Auftritte hatte sie kurz vor Beginn der COVID-19-Pandemie.
Die erste Single wurde Hymenoptera, die sich gleich in den Beatport-Charts platzieren konnte und von unter anderem Uroš Umek, Anna Reusch und Zimmz gespielt wurde. Am 21. Mai 2021 erschien das Debütalbum Golden Hour über Circuit Music, gefolgt von einer Bonus-EP.
2022 zog die Gruppe nach Köln in eine Wohngemeinschaft. Das Team tritt regelmäßig in bekannten Clubs und Veranstaltungsorten wie dem KitKatClub, dem Odonien und dem Sisyphos auf. Sie sind außerdem Resident-DJs der Veranstaltungsreihe Lichtblick in Köln. 2024 und 2025 spielten sie auf dem SonneMondSterne.

## Diskografie

### Alben
- 2019: Signal (Eigenproduktion)
- 2021: Golden Hour (Circuit Music)

### EPs
- 2020: Hymenoptera Eumeninae (Insectum Records)
- 2021: Placebo (Eigenproduktion)
- 2021: Golden Hour Bonus Tracks (Circuit Music)
- 2022: The Light EP (Deep State Recordings)
- 2022: Believe EP (mit Kiele, Deep State Recordings)
- 2022: Dancefloor Politics (Circuit Music)
- 2023: Chromatic Aberration (Mango Alley)
- 2023: Cosmic Walk (Purified Records)
- 2024: Inbetween (Einmusika Recordings)
- 2025: Unfold (Iconyc)

### Singles
- 2019: Meteor
- 2020: Icarus Drive
- 2021: Morgenland
- 2021: 9PM
- 2022: KMH
- 2022: Menara
- 2022: Segment
- 2022: Ah Oh Uh (mit Niconé und David Hasert)
- 2023: Boy (mit David Hasert)
- 2023: You Are / Do You Speak Love
- 2023: Exhausted (mit Disappeared Completely)
- 2024: Are You Afraid
- 2025: Unknown Depths (mit Azaleh & Echo Map)
- 2025: What We Shared (mit Paul Brenning)

### Remixe
- 2020: Jetpack Riley: Amphibious – Diode Eins Remix (STRND Records)
- 2020: Øfdream, Tomeo: Offset – Diode Eins Remix (Circuit Music)
- 2021: Anna Reusch: Knocking – Diode Eins Remix (Circuit Music)
- 2021: David Hasert: The Sky Is Crying – Diode Eins Remix (Circuit Music)
- 2023: Disappeared Completely: It’s in Your Eyes – Diode Eins Remix (circuit)
- 2023: Bondi: Head Over – Diode Eins & David Hasert Remix (Talent Records)